# Frontier (supercomputer)
Hewlett Packard Enterprise Frontier, sau OLCF-5, este primul supercomputer exascale din lume, găzduit la Oak Ridge Leadership Computing Facility (OLCF) din Tennessee, Statele Unite. Se bazează pe supercomputerul Cray EX și este succesorul lui Summit⁠(d) (OLCF-4). În iunie 2022, Frontier este cel mai rapid supercomputer din lume⁠(d). Frontier are un Rmax⁠(d) de 1,102 exaFLOPS.  Un exaFLOPS este egal cu o mie de petaFLOPS, un miliard de miliarde (1018) de operațiuni cu virgulă mobilă pe secundă.
Frontier folosește o combinație de procesoare AMD Epyc⁠(d) 7A53s cu 64 de nuclee și Radeon Instinct MI250X și ocupă 74 19 inches (48 cm). Frontier are interconexiuni coerente între procesoare și GPU, permițând accesarea coerentă a memoriei GPU prin codul care rulează pe procesoarele Epyc.
Mașina a fost construită cu  un cost de 600 de milioane de dolari. S-a început construcția în 2021  și a atins o capacitate maximă în 2022. În mai 2022, acesta a fost ridicat la o putere de calcul Rmax de 1,1 exaFLOPS, ceea ce îl face cel mai rapid supercomputer din lume, conform ediției din iunie 2022 a listei TOP500⁠(d), detronându-l pe Fugaku⁠(d).
De asemenea, supercomputerul se află în fruntea listei Green500⁠(d) cu cele mai eficiente supercomputere, cu 62,68 gigaflops/watt. Frontier consumă 21 MW (comparativ cu predecesorul său Summit care consuma 13 MW); s-a estimat că succesorul lui Frontier, Aurora⁠(d), va consuma în jur de 60 MW.
Frontier va folosi un sistem intern de stocare flash de 75TB/s la citire/35TB/s la scriere/15B IOPS, împreună cu sistemul de fișiere Luster 700PB Orion.
„Frontier deschide o nouă eră a calculului la exa-scală pentru a rezolva cele mai mari provocări științifice ale lumii”, a spus directorul ORNL, Thomas Zacharia. „Această piatră de hotar oferă doar o avanpremieră a capacității de neegalat a lui Frontier ca instrument de descoperiri științifice. Este rezultatul a mai mult de un deceniu de colaborare între laboratoarele naționale, mediul academic și industria privată, inclusiv Proiectul Exascale Computing de la DOE, care implementează aplicațiile, tehnologiile software, hardware-ul și integrarea necesare pentru a asigura impactul [calculului la] exa-scală.”